# Fusinus bifrons
Fusinus bifrons is een slakkensoort uit de familie van de Fasciolariidae. De wetenschappelijke naam van de soort is voor het eerst geldig gepubliceerd in 1900 door Sturany.